# Étude (peinture)

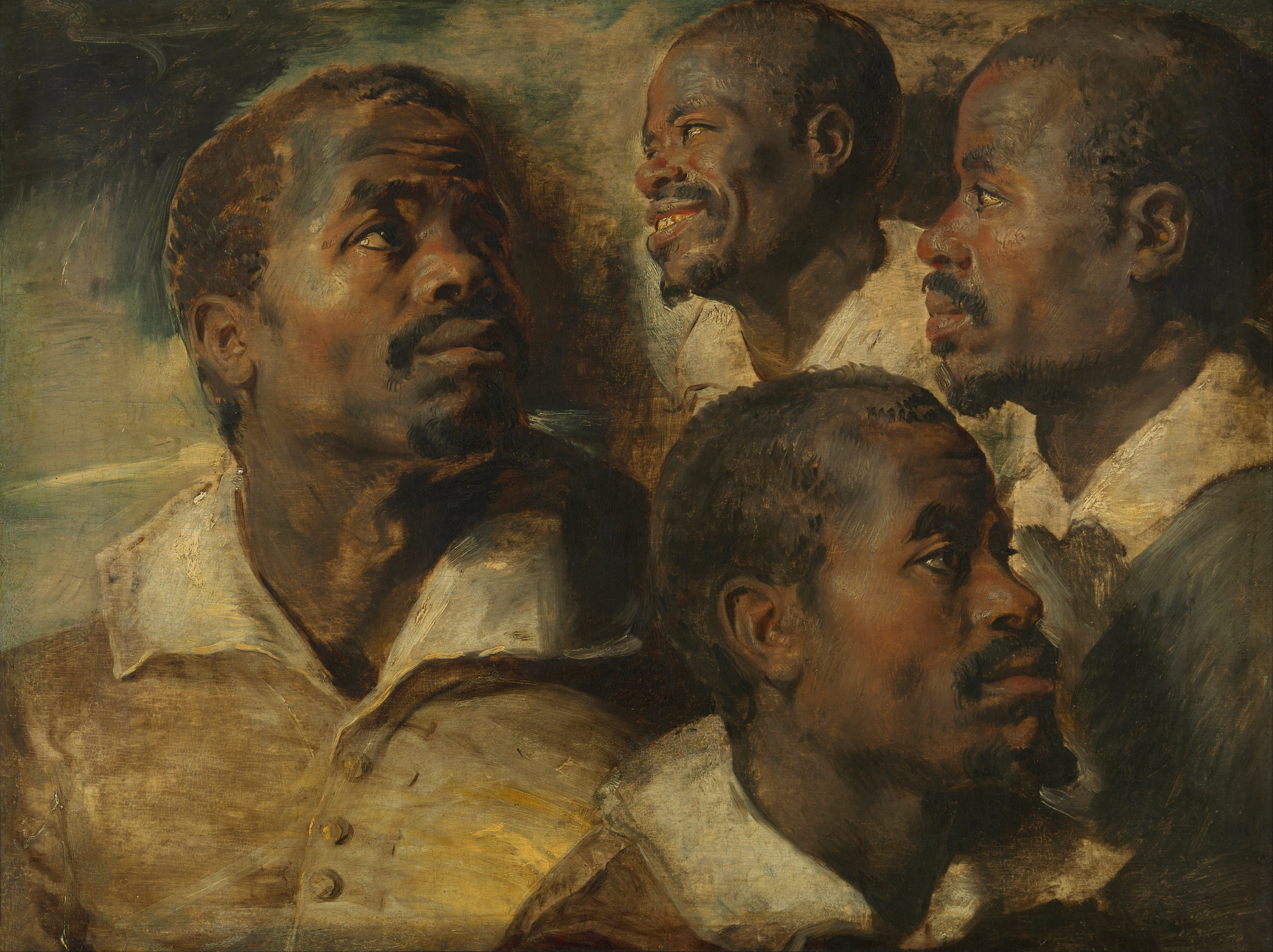
Pierre Paul Rubens, Quatre études d'une tête de Maure.

En art, une étude est un dessin ou une peinture réalisés en préparation d'une œuvre, d'une facture plus travaillée que les croquis ou les esquisses, qui se destine à bien assimiler la représentation d'une partie difficile de l'ouvrage, ou à apprendre une nouvelle technique ou un nouveau sujet.

## Description
Les études servent à comprendre les problèmes liés au rendu des sujets et à prévoir les éléments à utiliser dans les œuvres finies, tels que la lumière, la couleur, la forme, la perspective et la composition. Les études peuvent acquérir, avec le changement de principes esthétiques, plus d'impact sur le spectateur que le travail que l'artiste préparait. L'excitation de la découverte peut donner de la vitalité à une étude.
Des études ont inspiré une partie du premier art conceptuel du XXe siècle, où le processus créatif lui-même devient le sujet[réf. souhaitée].

## Histoire
Les études remontent à la Renaissance italienne, à partir de laquelle les historiens de l'art ont conservé certaines des études de Michel-Ange. En particulier, son étude pour la Sibylle libyenne au plafond de la chapelle Sixtine, est basée sur un modèle masculin, bien que le tableau fini soit une femme. Ces détails aident à révéler les processus de pensée et les techniques de nombreux artistes.

Études
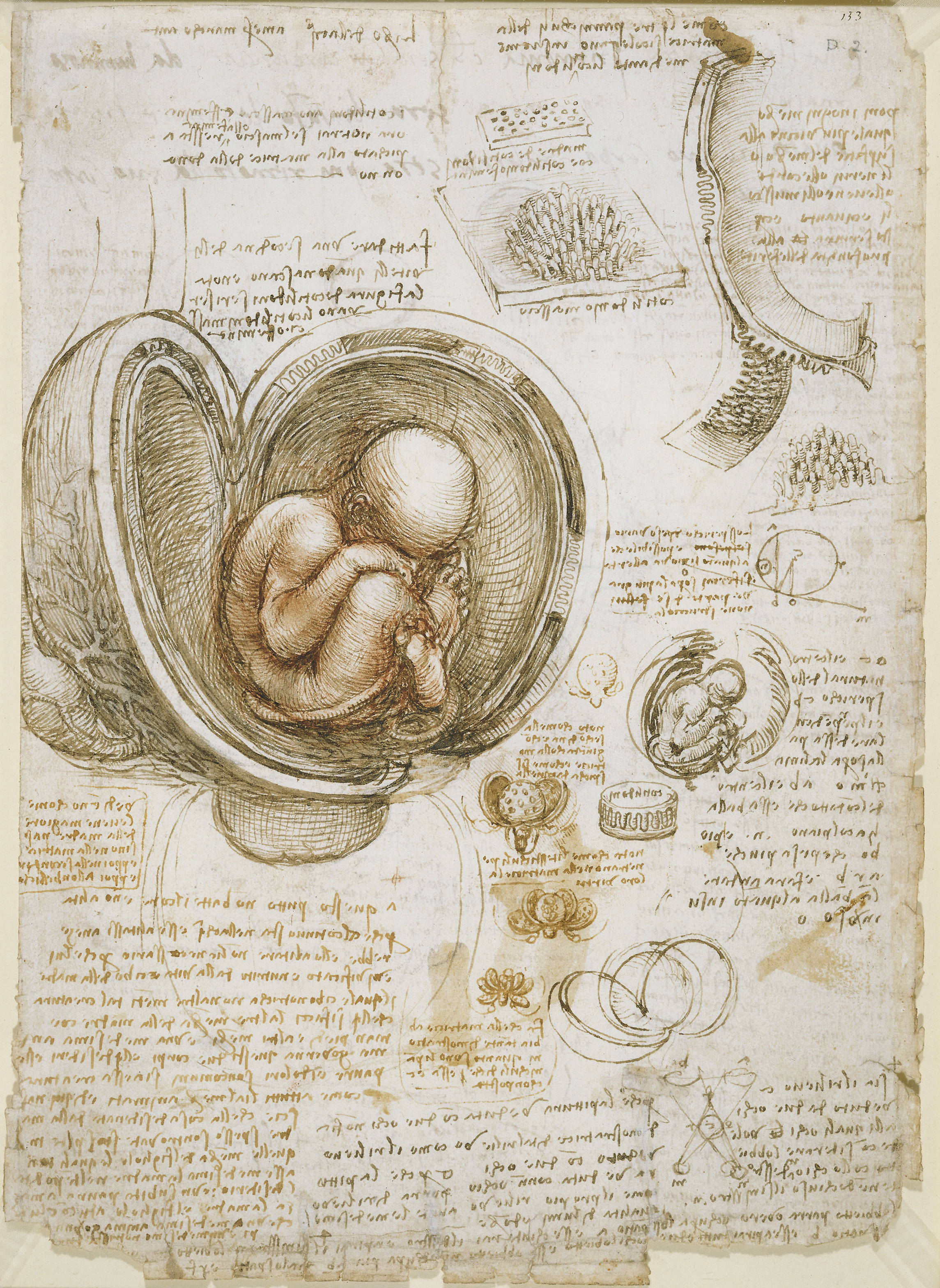
L'étude de Léonard de Vinci sur les embryons, c. 1510-1513.
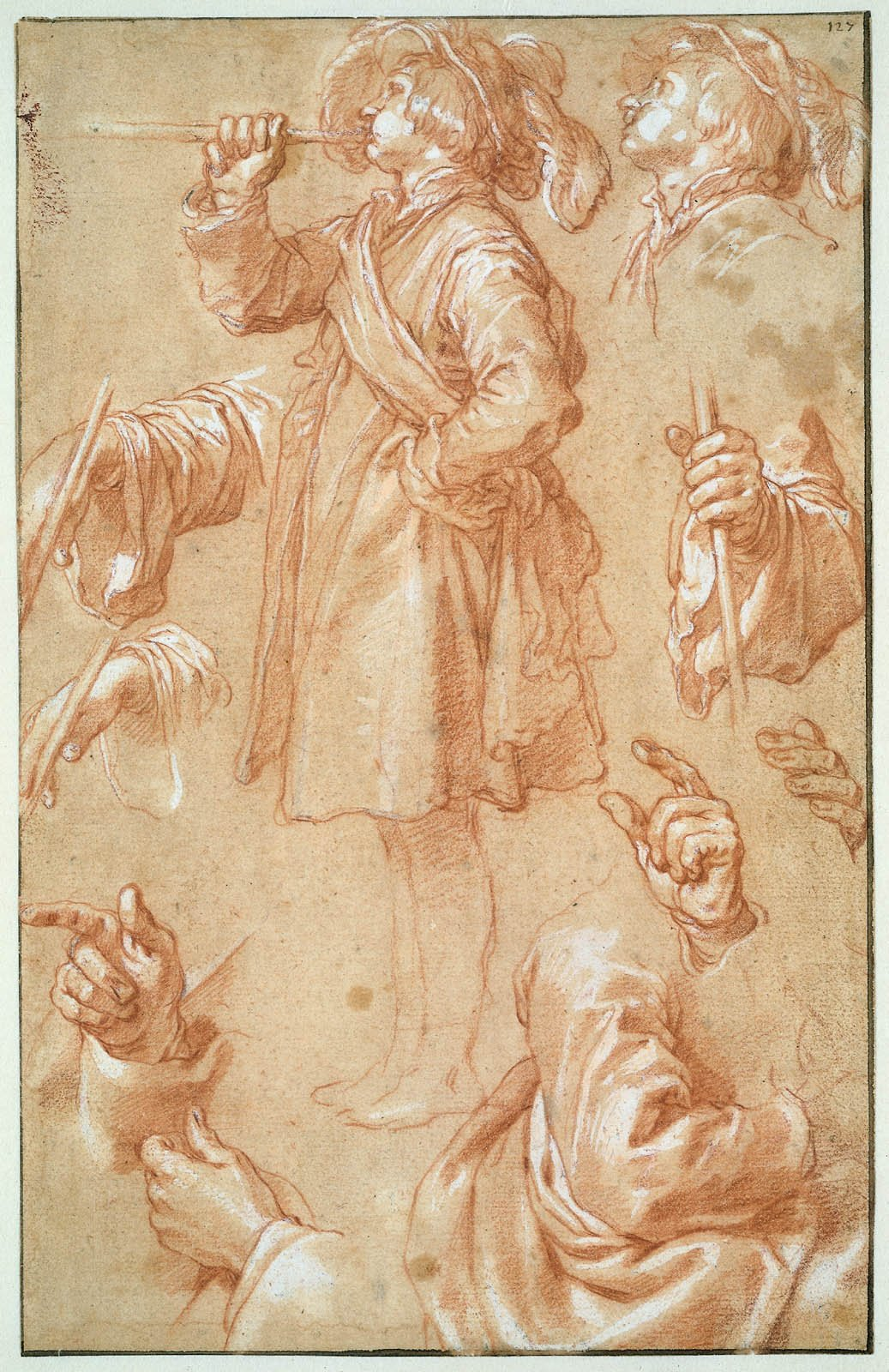
Études d'Abraham Bloemaert, ca. 1626.
Tête de Minerve, Elihu Vedder, 1896, étude préparatoire, huile sur toile, 125 × 80 cm.
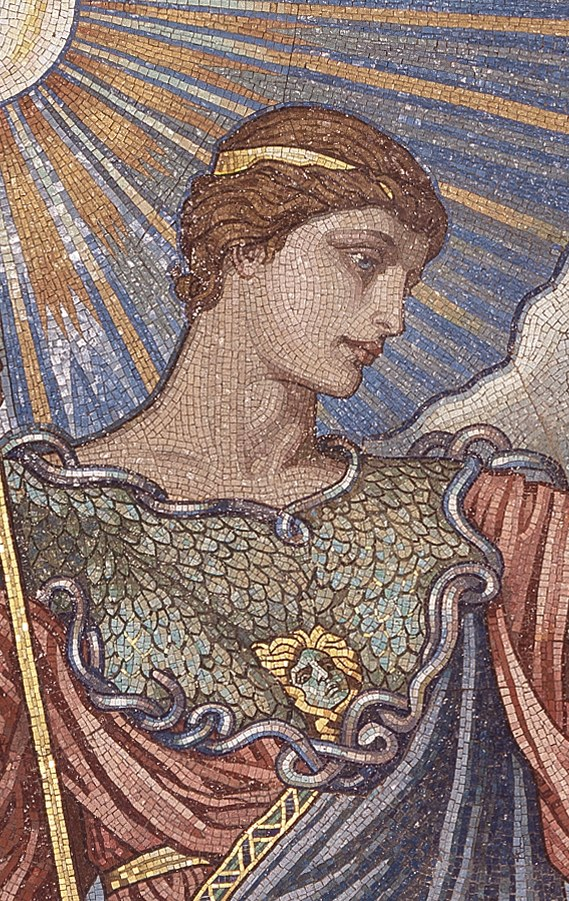
L'œuvre finale correspondante, Elihu Vedder, 1896, mosaïque.
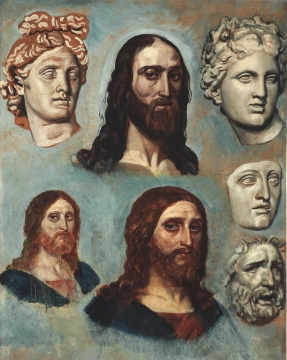
Alexandre Ivanov, étude de la tête du Christ.